# Rhododendron nanpingense
Rhododendron nanpingense är en ljungväxtart som beskrevs av Pui Cheung Tam. Rhododendron nanpingense ingår i släktet rododendron, och familjen ljungväxter. Inga underarter finns listade i Catalogue of Life.